# 5300
5300(오천삼백)은 5299보다 크고 5301보다 작은 자연수다.

## 수학
- 합성수로, 그 약수는 총 18개다. (1, 2, 4, 5, 10, 20, 25, 50, 53, 100, 106, 212, 265, 530, 1060, 1325, 2650, 5300)
  - 5300의 진약수의 합은 6418이므로, 5300은 과잉수다.
- {\displaystyle 5300=8^{3}+9^{3}+10^{3}+11^{3}+12^{3}}
  - 연속하는 자연수 5개의 세제곱합으로 나타낼 수 있으며, 이 성질을 지닌 앞의 수는 3915, 다음 수는 6985다.

## 교통
- 5300계(일본어판): 일본에서 숫자 5300을 사용하는 철도 차량을 가리키는 용어. ‘5300형’이라고도 한다.
  - 도쿄도 교통국 5300형 전동차

## 방송
- 5300(일본어판): 일본방송협회(NHK)에서 사용되는 뉴스 제작 시스템의 통칭.

## 기타
- 연도: 5300년, 기원전 5300년

## 같이 보기
- 5000